# Marta Vila Josana
Marta Vilajosana Andreu (nascida em 13 de março de 1975) é uma ex-ciclista espanhola, profissional entre 2001 e 2010. Ela participou nos Jogos Olímpicos de Pequim 2008, nas provas de estrada individual e estrada contrarrelógio.